# Locomotiva FS 744
La locomotiva gruppo 744 era una locomotiva a vapore con tender delle Ferrovie dello Stato costruita nel 1927, con rodiggio 1-4-0, a vapore surriscaldato e a semplice espansione, a 2 cilindri esterni.

## Storia
Le 50 locomotive del gruppo 744 vennero progettate essenzialmente per risolvere il problema del trasporto ortofrutticolo attraverso le linee della Sicilia e dell'itinerario verso il nord costituito dalla Ferrovia Tirrenica Meridionale ancora non elettrificata. Le linee ferrate della Sicilia presentavano infatti forti acclività fino al grado di prestazione 27 e fino al 19 quelle della linea tirrenica. Ciò imponeva l'uso della doppia trazione o del servizio di spinta con un forte aumento dei costi di trasporto.
La locomotiva fu costruita con il classico rodiggio 1-4-0 come quello delle, similari, 745 ma ebbe i cilindri motori maggiori di questa permettendo un migliore sfruttamento in potenza della caldaia.
Il diametro delle ruote motrici non troppo piccolo ricalcò quello di tante già esistenti locomotive per treni viaggiatori permettendone un uso polivalente; ne risultò una macchina in grado di raggiungere i 75/80 km/h con una potenza continuativa di oltre 1.200 hp alla velocità di 55 chilometri orari.
25 locomotive del gruppo 744 furono costruite con la distribuzione a valvole Caprotti, le altre 25 con la classica distribuzione a cassetto cilindrico Walschaert. Nel 1956 la 744.024 del deposito locomotive di Salerno fu oggetto dell'esperimento di applicazione dell'eiettore Giesl, un particolare tipo di camino, ma l'esito delle prove nel complesso non ne dimostrò l'utilità sufficiente a deciderne l'ulteriore estensione ad altre macchine. La locomotiva mantenne il camino modificato fino all'accantonamento.
Vennero assegnate ai depositi di Catania, Palermo e Salerno. Dopo l'elettrificazione della Tirrenica le locomotive di Salerno emigrarono a Cagliari e in Puglia.
La loro carriera tutto sommato fu breve; incalzate dalle elettrificazioni, vennero suddivise in vari depositi anche del nord-est. Terminarono la loro carriera verso la metà degli anni sessanta.

## Caratteristiche tecniche

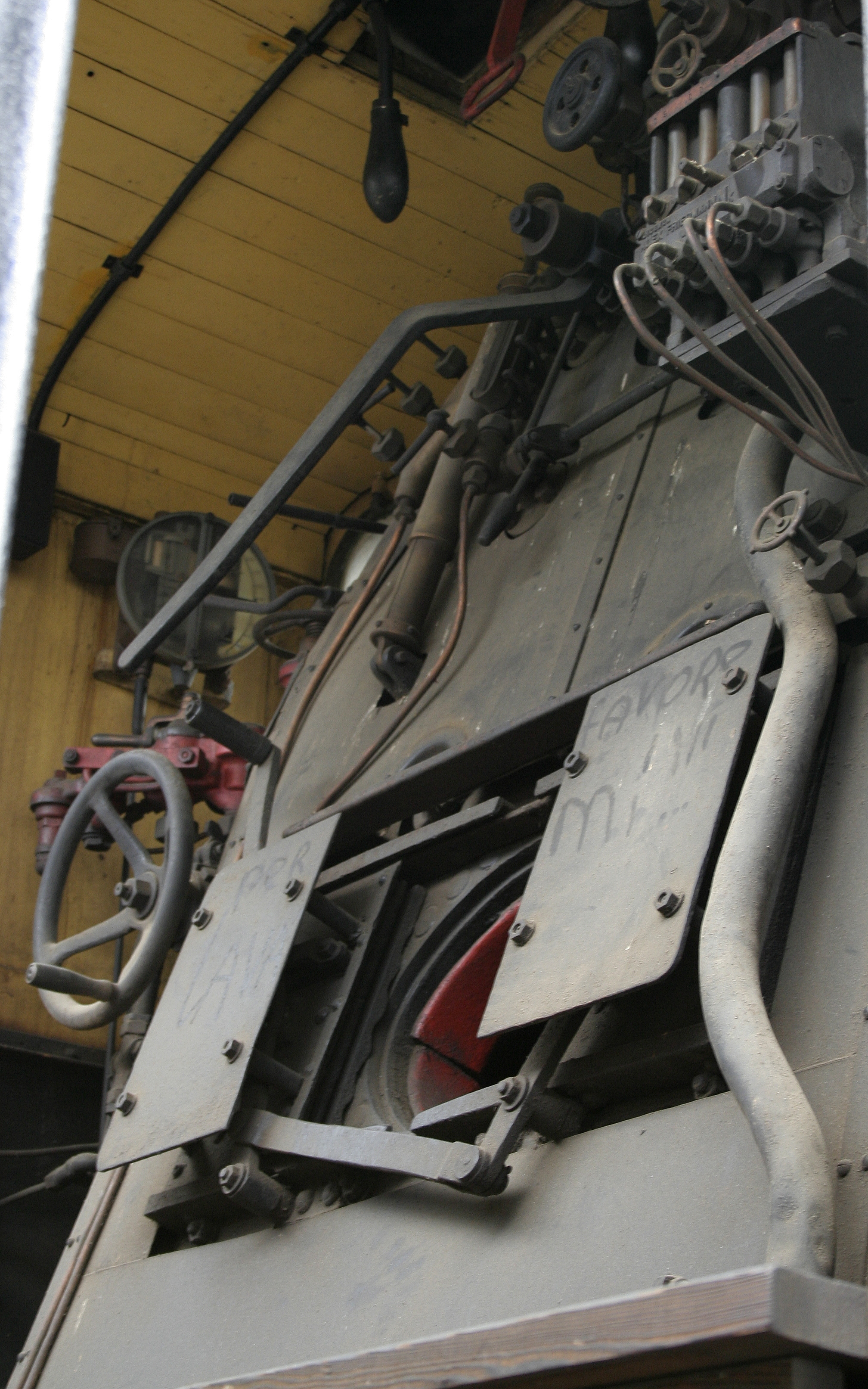
La cabina di comando

La locomotiva era fornita di una caldaia della lunghezza totale di 9.775 mm con una pressione massima di 14 bar che forniva vapore surriscaldato.
Era una macchina a semplice espansione con cilindri esterni. La distribuzione era del tipo Walschaert con distributori cilindrici per un lotto di 25 locomotive e Caprotti per le altre 25 unità.

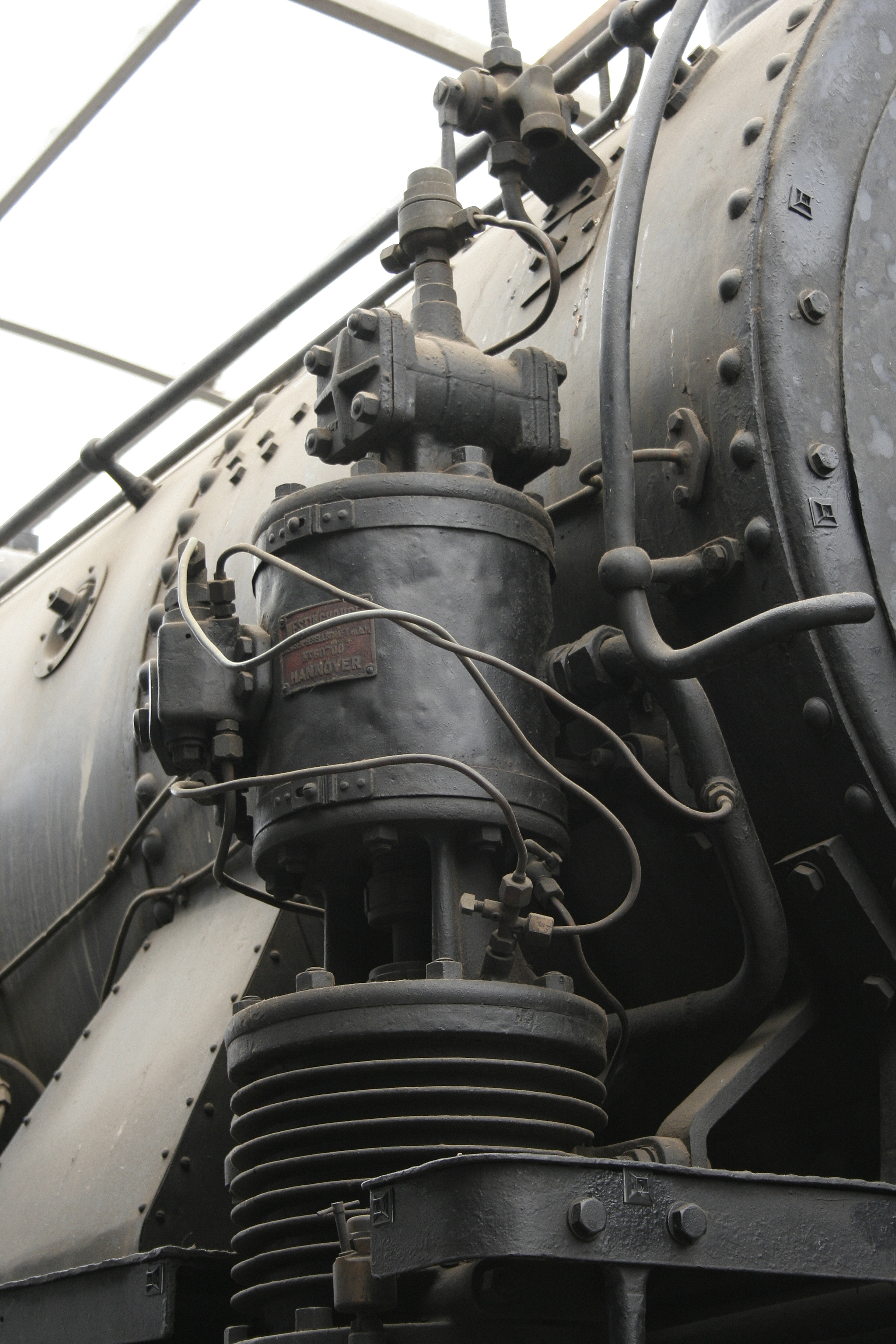
Particolare della pompa Westinghouse

La locomotiva era costituita da un carro su cui erano disposte le quattro ruote motrici del diametro (a cerchioni nuovi) di 1.630 mm e una sala anteriore che costituiva un carrello di tipo italiano con la prima ruota accoppiata.

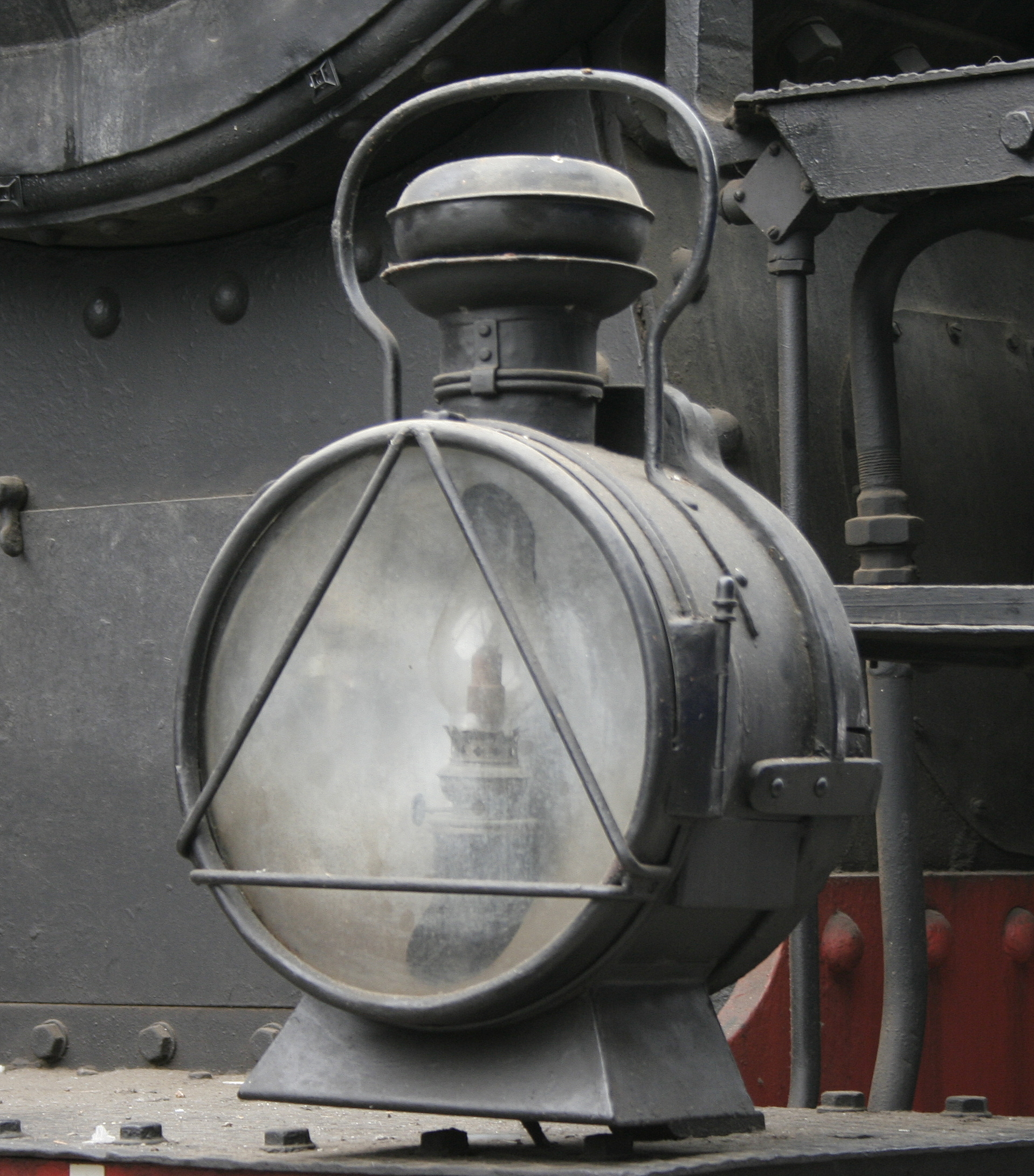
Una delle luci frontali

La potenza continuativa sviluppata dalla locomotiva, a 55 km/orari era di quasi 1300 cavalli.
La velocità massima raggiunta era di 80 km/h
La locomotiva era dotata di apparecchiature e condotte per il riscaldamento a vapore delle carrozze.

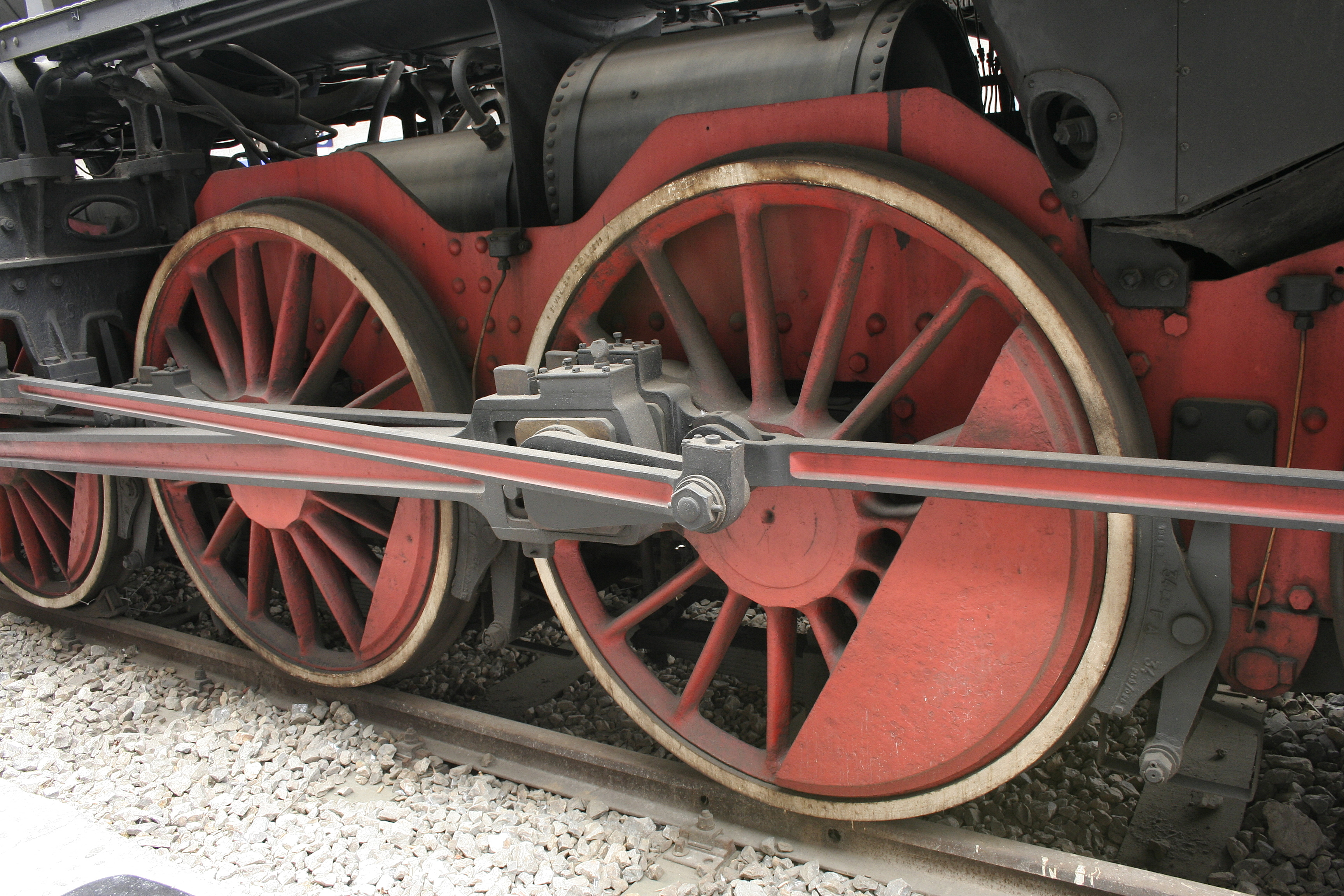
Particolare delle ruote motrici con le bielle

Il sistema frenante prevedeva, oltre al freno a mano di stazionamento, il freno moderabile e il freno continuo automatico ad aria compressa.
Il tender, a carrelli, era del tipo unificato da 22 tonnellate d'acqua.

## Deposito locomotive di assegnazione
I primi depositi di assegnazione dopo i collaudi furono nel 1927-28,
- Deposito locomotive di Catania, 20 unità
- Deposito locomotive di Palermo, 14 unità
- Deposito locomotive di Salerno, 16 unità

Negli anni successivi fecero la loro comparsa anche a Napoli, Cagliari, Taranto, Bari, Mestre e Padova.

## Locomotive conservate
- Locomotiva 744.003 esposta come monumento all'interno della stazione di Cagliari.
- Locomotiva 744.118 conservata presso il Deposito Rotabili Storici di Pistoia, che ne ha recentemente curato il restauro estetico.